# Absență îndelungată
Absență îndelungată (titlul original: în franceză Une aussi longue absence), este un film francez din 1961 regizat de Henri Colpi. Spune povestea Theresei (Alida Valli), proprietară a unei cafenele din Puteaux, deplângând misterioasa dispariție a soțului ei cu șaisprezece ani în urmă. Un vagabond ajunge în oraș și crede că el este soțul ei. Dar el suferă de amnezie și ea încearcă să-i readucă amintirile de odinioară.
Absență îndelungată a împărțit premiul Palme d'Or cu filmul lui Luis Buñuel Viridiana la Festivalul de Film de la Cannes din 1961.

## Conținut
Avioane cu reacție marcând tricolorul francez, zboară în formație deasupra Parisului cu ocazia sărbătoririi zilei naționale. La șaisprezece ani după sfârșitul celui de-al doilea război mondial, Thérèse Langlois deține un bistrou în Puteaux, o suburbie a Parisului. Încheind sezonul, își planifică vacanța anuală în Chaulieu împreună cu iubitul ei, dar de un timp s-a îndepărtat emoțional față de el. La cârciumă, un vagabond se plimba zilnic fredonând aria calomniei din opera Bărbierul din Sevilla și alte cântece de operă. Intrigată, Thérèse spune chelneriței sale Martine să cheme vagabondul să bea ceva. Vagabondul, care spune că trăiește lângă râu, dezvăluie că suferă de amnezie, dar poartă la el un act de identitate, indicând numele său de Robert Landais. După ce vagabondul pleacă, Thérèse îl urmărește pe vagabond spre râu și îi studiază fața și mișcările, devenind convinsă că este de fapt soțul ei de mult pierdut, Albert Langlois. 
Hotărâtă să-l facă pe vagabond să-și amintească identitatea, Thérèse o aduce pe mătușa lui Albert, Alice, la bistrou, împreună cu nepotul lui Albert. În timp ce vagabondul stă la o altă masă, cei trei Langlois povestesc cu voce tare povestea lui Albert. În timpul războiului, Albert fusese arestat de poliția franceză la Chaulieu în iunie 1944 și predat la Gestapoul din Angers și închis într-un lagăr, împreună cu prietenul său Aldo Ganbini.
Discută între ei cum Thérèse însăși (născută Ganbini) era originară din Chaulieu, dar a rămas la Puteaux. Vagabondul părăsește cârciuma fără să se recunoască drept Albert. Alice îi dezvăluie lui Thérèse că nu a recunoscut vagabondul și că ea crede că nu are trăsăturile fizice ale lui Albert, subliniind, de asemenea, că Albert nu avea cunoștințe despre operă. Thérèse nu este de acord, susținând că Albert ar fi putut îvăța melodiile în timp ce era închis cu Aldo.
Thérèse încheie relația cu iubitul ei. Se întâlnește cu vagabondul pe care l-a invitat la cină, după care dansează cu el, sperând că acesta își va aminti de viața sa dinainte de detenție. Vagabondul nu își amintește însă nimic despre o viață trecută, ca Albert. După ce acesta pleacă, Thérèse strigă cu voce tare numele Albert Langlois și alți prieteni se alătură. Copleșit, vagabondul se oprește, ridică mâinile într-o ipostază de predare și apoi fuge. În timp ce aleargă, evită la limită un accident de circulație. Prietenii lui Thérèse îi spun că vagabondul este nevătămat, dar că a dispărut și încearcă să o convingă să renunțe să-i trezească amintirile din trecut ale acestuia. Thérèse nu poate fi convinsă de ei, zicând că va fi mai ușor să încerce să refacă amintirile vagabondului în sezonul de iarnă care urmează.

## Distribuție
- Alida Valli – Thérèse Langlois
- Georges Wilson – vagabondul
- Charles Blavette – Fernand, un client la bistrou
- Amédée – Marcel Langlois
- Jacques Harden – Pierre, prietenul Thérèsei, camionagiu
- Paul Faivre – pensionarul
- Pierre Parel – directorul
- Catherine Fonteney – Alice
- Diane Lepvrier – Martine, chelnerița
- Nane Germon – Simone
- Georges Bellec – un tânăr
- Charles Bouillaud – Favier
- Corrado Guarducci – un muncitor
- Clément Harari – bărbatul de la tonomat
- Jean Luisi – un muncitor
- Pierre Mirat – farmacistul
- Paul Pavel – un muncitor la Renault
- Michel Risbourg – un bărbat tânăr

## Coloana sonoră
Muzica originală a fost scrisă de Georges Delerue pe un text de Henri Colpi.
- „Trois petites notes de musique”, interpretată de Cora Vaucaire, un cântec care a fost interpretat ulterior și de Yves Montand în filmul din 1983 Vară ucigașă;[2]

- Aria calomniei, din Bărbierul din Sevilla de Rossini, este auzită de mai multe ori ca laitmotiv al filmului;

- Una furtiva lagrima, arie din opera Elixirul dragostei de Gaetano Donizetti;

- Ecco ridente in cielo, cavatina din Bărbierul din Sevilla de Rossini.

## Premii
- 1960 Prix Louis-Delluc
- 1961 Festivalul de Film de la Cannes
  - Palme d'Or
- 1963 Semana Internacional de Cine de Valladolid
  - Espiga de Oro